# Lucien Dubech
Lucien Dubech, né le 26 octobre 1881 à Romorantin (Loir-et-Cher) et mort le 17 janvier 1940, était un écrivain, critique littéraire, journaliste et militant royaliste français.

## Biographie
En tant que critique littéraire, il s'est particulièrement intéressé au classicisme et, en particulier, à Jean Racine. On lui doit plusieurs ouvrages sur le théâtre français, des recueils de poèmes de même que divers essais historiques et biographiques. Ses poèmes sont d'une prosodie rigoureuse dont la forme est souvent l'ode malherbienne : Poèmes pour Aricie (1920), Poèes pour les ombres (1922). Cette poésie éminemment didactique exprime généralement un pessimisme et un stoïcisme hautains. Il arrive toutefois que, la tentation de dire l'ineffable venant bouleverser sa stricte rhetorique, le poète laisse échapper des plaintes nues qui sont promesses d'un nouveau langage :

« Étonne d'un feu qui m'embrasse

Puis m'abandonne a mon émoi,

Je porte un dieu trop grand pour moi

Qui me défie et qui m’écrasè. »

Dubech collaborait notamment à L'Action française de Charles Maurras (dont il était l'un des disciples) et à Candide, dont la ligne éditoriale était proche de celle du l'organe du "nationalisme intégral". Polémiste à ses heures, Dubech a publié un pamphlet virulent contre Romain Rolland. Proche de Jacques Bainville, il lui consacra un recueil d'hommages avec René Brécy, René Groos, Abel Manouvriez, André Rousseaux et Paul Gilson en 1927. On doit également à Dubech diverses éditions d'auteurs classiques du XVIIe siècle.
Il était aussi le chroniqueur sportif de l'AF.
Il est inhumé au Cimetière St. Roch à Romorantin-Lanthenay.